# これから出る本
『これから出る本』（これからでるほん）は、1976年（昭和51年）5月から2023年（令和5年）12月にかけて日本書籍出版協会が刊行していた情報誌である。同協会に加盟している出版社の近刊情報が掲載されていた。

## 沿革
出版物の普及・増売・流通の円滑化等を目的として、1976年5月に創刊。以来、年に23回刊行され、全国の主要な書店店頭で無料配布された。しかし、2023年12月号をもって休刊となった。休刊の背景について、永江朗は2023年12月の論考にて以下のように述べている。

## 内容
日本書籍出版協会に加盟している出版社の近刊情報が掲載された。その他にも、短い内容紹介や、対象読者層なども記された。なお、刊行前の書籍の情報は、実際の刊行時に変更となることもあったという。これについて、日外アソシエーツの森岡浩は以下のように述べている。

## 評価
『週刊新刊全点案内』『トーハン週報』『新刊急行ベル』とならび、有用な出版情報誌として評価された。『これから出る本』は図書館等の選書に用いられており、たとえば慶應義塾大学理工学情報センターの佐藤和貴は1983年の論考にて「和書については、日販の『出版情報』を選書の道具として使い、更に『これから出る本』にも注意を払っている」と述べている。また、本書は読書家からも愛好され、永江朗は「書影もなく、大仰なあおり文句もない地味な情報誌だったが、読書家にとっては便利で貴重な道具だった。というのも、取次による配本システムが発達した日本では、出版社は刊行前のプロモーションにあまり力を入れてこなかった。プロモーションせずとも現物が全国の書店に配本されたからである」と評している。
一方、野村総合研究所の山田奨は「『これから出る本』（半月刊）はほとんど役に立たない。まず発売時期が月の上旬か下旬かの見当がつくだけで、発売日が確定できない。より不都合なことに掲載データがあまり正確ではない」と批判している。